# Apolygus
Genre
Apolygus est un genre d'insectes du sous-ordre des hétéroptères (punaises).

## Espèces rencontrées en Europe
- Apolygus limbatus (Fallén, 1807)
- Apolygus lucorum (Meyer-Dür, 1843)
- Apolygus rhamnicola (Reuter, 1885)
- Apolygus rubrostriatus (Wagner, 1971)
- Apolygus spinolae (Meyer-Dür, 1841)